# Peter Hans
Peter Hans (* 1. Juni 1950 in Neunkirchen-Münchwies; † 27. Juli 2007 in Neunkirchen) war ein deutscher Politiker und Mitglied der CDU. Er war von 1999 bis zu seinem Tod Vorsitzender der CDU-Fraktion im Landtag des Saarlandes.

## Ausbildung und Beruf
Nach dem Besuch der Volksschule Münchwies und des Staatlichen Realgymnasiums Neunkirchen legte Peter Hans 1968 das Abitur ab. Danach leistete er von 1968 bis 1970 seinen Wehrdienst ab. Darauf folgte ein Studium der Anglistik, Geschichte und Sozialkunde in Saarbrücken, das er 1975 mit dem Ersten Staatsexamen und 1977 dem Zweiten Staatsexamen abschloss. Von 1977 bis 1990 war er im Schuldienst tätig, zuletzt als Oberstudienrat am staatlichen Christian von Mannlich-Gymnasium in Homburg.

## Partei
Peter Hans war Mitglied der CDU. Seit 1987 war er Vorsitzender des CDU-Kreisverbandes Neunkirchen. Davor war er von 1974 bis 1978 Vorsitzender der Jungen Union Münchwies, von 1975 bis 1977 stellvertretender Vorsitzender des Stadtverbandes Neunkirchen der Jungen Union, von 1976 bis 1978 stellvertretender Kreisvorsitzender der Jungen Union, von 1978 bis 1987 und von 1992 bis 2000 Vorsitzender des CDU-Ortsverbandes Münchwies, von 1983 bis 1987 stellvertretender Vorsitzender des CDU-Stadtverbandes Neunkirchen, von 1975 bis 1985 Mitglied des Ortsrates Münchwies, von 1977 bis 1979 Ortsvorsteher in Münchwies und von 1984 bis 2004 Mitglied des Stadtrates der Kreisstadt Neunkirchen.

## Abgeordneter
Peter Hans war seit 1990 Mitglied des Landtages des Saarlandes. Hier war er von 1994 bis 1999 Parlamentarischer Geschäftsführer der CDU-Landtagsfraktion. Nachdem die CDU bei der Landtagswahl 1999 mit 45,5 % der Stimmen eine knappe absolute Mehrheit erreicht hatte und Peter Müller zum Ministerpräsidenten des Saarlandes gewählt worden war, löste Peter Hans ihn im Amt des Fraktionsvorsitzenden ab. Am 5. September 2004 konnte die CDU bei den Landtagswahlen ihren Vorsprung noch ausbauen und die Mehrheitsfraktion unter Führung von Hans errang trotz des Einzugs von Bündnis 90/Die Grünen und der FDP einen zusätzlichen Sitz im Landtag des Saarlandes. Ein besonderes Anliegen war ihm die Stärkung der Rechte der Landesparlamente, die nach seiner Auffassung immer mehr zu Gunsten der Exekutiven an Macht verloren. Obwohl er schon seit Jahren an einem schweren Krebsleiden erkrankt war, setzte Hans seine Arbeit bis wenige Wochen vor seinem Tod fort. Er starb Ende Juli 2007 im Alter von 57 Jahren.

## Persönliches
Der römisch-katholische Peter Hans war mit Inge Theobald verheiratet. Aus der Ehe gingen zwei Söhne hervor. Sein älterer Sohn Tobias Hans war von November 2015 bis März 2018 Fraktionsvorsitzender der saarländischen CDU-Landtagsfraktion und von März 2018 bis April 2022 Ministerpräsident des Saarlandes.